# Hezelaar (Sint-Michielsgestel)
Hezelaar ist eine Bauerschaft in Sint-Michielsgestel, Provinz Noord-Brabant. Es liegt südöstlich von Sint-Michielsgestel.
1840 besaß die Ortschaft 46 Häuser mit 240 Einwohnern, gegenwärtig (2018) 65 Häuser und 165 Einwohner.